# Julie Ditty
Julie Ditty (født 4. januar 1979 i Atlanta, Georgia, død 31. august 2021) var en kvindelig professionel tennisspiller fra USA. 
Julie Ditty højeste rangering på WTA single rangliste var som nummer 89, hvilket hun opnåede 24. marts 2008. I double er den bedste placering nummer 66, hvilket blev opnået 3. august 2009. 
Hun døde af cancer den 31. august 2021.